# (473002) 2015 HK35
(473002) 2015 HK35 es un asteroide perteneciente al cinturón exterior de asteroides, descubierto el 28 de septiembre de 1994 por el equipo del Spacewatch desde el Observatorio Nacional de Kitt Peak, Arizona, Estados Unidos.

## Designación y nombre
Designado provisionalmente como 2015 HK35.

## Características orbitales
2015 HK35 está situado a una distancia media del Sol de 3,231 ua, pudiendo alejarse hasta 3,471 ua y acercarse hasta 2,991 ua. Su excentricidad es 0,074 y la inclinación orbital 13,04 grados. Emplea 2121 días en completar una órbita alrededor del Sol.

## Características físicas
La magnitud absoluta de 2015 HK35 es 15,7.